# Bohairisch
Bohairisch oder Boheirisch (auch Alexandrinisch) ist ein einst im Nildelta (Ägypten) gesprochener Dialekt der Koptischen Sprache und bis heute die Liturgiesprache der Koptischen Kirche. Der Name leitet sich von arabisch al-buhaira „See“, „Meer“ (auch: „Küste“) her und bezeichnet traditionell die Umgebung um Alexandria.
Dieser Dialekt kam erst etwa seit dem 7. Jahrhundert auf, wo er als Sprache der Patriarchen von Alexandrien zur offiziellen Kirchensprache wurde und in frühislamischer Zeit den koptischen Dialekt Oberägyptens, das Sahidische, als Kirchen- und Liturgiesprache ablöste.
Die Literatur des Bohairischen besteht überwiegend aus Bearbeitungen oberägyptischer Werke.

## Phonologie
Von den anderen koptischen Dialekten unterscheidet es sich phonologisch vornehmlich in folgenden Punkten:
- Es werden zwei Aspiranten (h-Laute) unterschieden, Hori und Chei (siehe Koptisches Alphabet).
- Einfache Diphthonge werden gedehnt (zum Beispiel Sahidisch eroi „zu mir“ wird in Bohairisch zu erwi, nmmai zu nemhi).
- Sahidisches e wird im Auslaut zu i (zum Beispiel rwme zu rwmi „Mensch“).
- Reste des altägyptischen Ayins sind als i erhalten (zum Beispiel mhi „wahr“ statt Sahidisch ma).
- Aspirierung des p, k und t zu ph (Transkription: v), kh (Transkription: K) und th (Transkription: T) vor Tonvokal und Blemner-Konsonanten (b, l, m, n, r). Dabei gilt es zu beachten, dass ph und kh nicht der modernen Aussprache /f/ und /ç/ (wie in ich) entsprechen, sondern wie auch im Altgriechischen einem stark gehauchten (aspirierten) p(+h) und k(+h) entsprechen.

## Orthographie
Orthographisch unterscheidet sich das Bohairische von anderen koptischen Dialekten bzw. vom Normdialekt Sahidisch in den folgenden Punkten:
- Die Supralinearstriche/-punkte des Sahidischen fehlen fast vollständig. Sie werden durch Einschub eines Vokales e aufgelöst. Bildet ein Vokale oder ein Konsonant alleine eine Silbe, so erhält er jedoch auch im Bohairischen einen Supralinearstrich/-punkt.
- Das Bohairische kennt in der Schrift keine Doppelvokale.
- Das koptische /u/ wird bohairisch immer ou, nie nur u geschrieben.